# Beat (TV-serie)
Beat är en tysk thriller-tv-serie, skapad och regisserad av Marco Kreuzpaintner, som först släpptes på Amazon Prime Video den 9 november 2018. Efter You Are Wanted är det den andra tyskspråkiga Amazon Original-serien. Den belönades med ett Grimme-pris för skönlitteratur 2019.

## Handling
Klubbpromotor "Beat" har utmärkta kontakter i Berlins klubbscen. Han är beroende av droger, sex och nattlivet på Berlins klubbar. För att komma åt personerna bakom ett kriminellt nätverk försöker European Secret Service (ESI) samarbeta med Beat. Men medan Beat letar efter de ansvariga för narkotika-, vapen-, människo- och organhandel, hamnar han plötsligt själv i maffians nät.

## Rollista
- Jannis Niewöhner: Robert "Beat" Schlag
- Karoline Herfurth: Emilia
- Ludwig Simon: Janik, Beats rumskompis
- Christian Berkel: Richard Diemer
- Alexander Fehling: Philipp Vossberg
- Hanno Koffler: Paul

## Källhänvisningar
1. ↑  hämtat från: tyskspråkiga Wikipedia.[källa från Wikidata]
2. ↑  Fernsehserien.de, Fernsehserien.de-ID: beat, läs online, läst: 11 juli 2020.[källa från Wikidata]
3. ↑  Amazon setzt Grimme-prämierte Serie "Beat" nicht fort